# Marie-Anne Fragonard
Marie-Anne Fragonard (Grasse, 1745 - París, 1823), nacida Marie-Anne Gérard, fue una pintora miniaturista francesa.

## Biografía
Gérard fue una pintora especializada en retratos en miniatura. Se casó en 1769 con el pintor Jean-Honoré Fragonard, también de Grasse. Fue colaboradora de su esposo, que se había instalado en el Louvre y ejecutó parte o partes de los cuadros firmados por él. Con un toque libre y rápido, su estilo era cercano al del pintor.
También realizó miniaturas. En el siglo XVIII, estas fueron exhibidas y vendidas bajo el nombre, Marie-Anne Fragonard, pero más tarde, se atribuyeron a Jean-Honoré Fragonard. El historiador Pierre Rosenberg le devolvió la autoría a Marie-Anne Fragonard.
En 1775, su hermana menor Marguerite Gérard (1761-1837) se unió al taller familiar del Louvre, debido a su éxito se hizo estilística y financieramente independiente. Su estilo de miniaturista que aumenta el tamaño de sus formatos posiblemente sea influencia de su hermana. En 1793, Marguerite Gérard pintó el retrato de su hermana con la escarapela revolucionaria (Miniatura ovalada sobre cartón, 13x10cm, Museo de Arte Antiguo, Turín).

## Obra

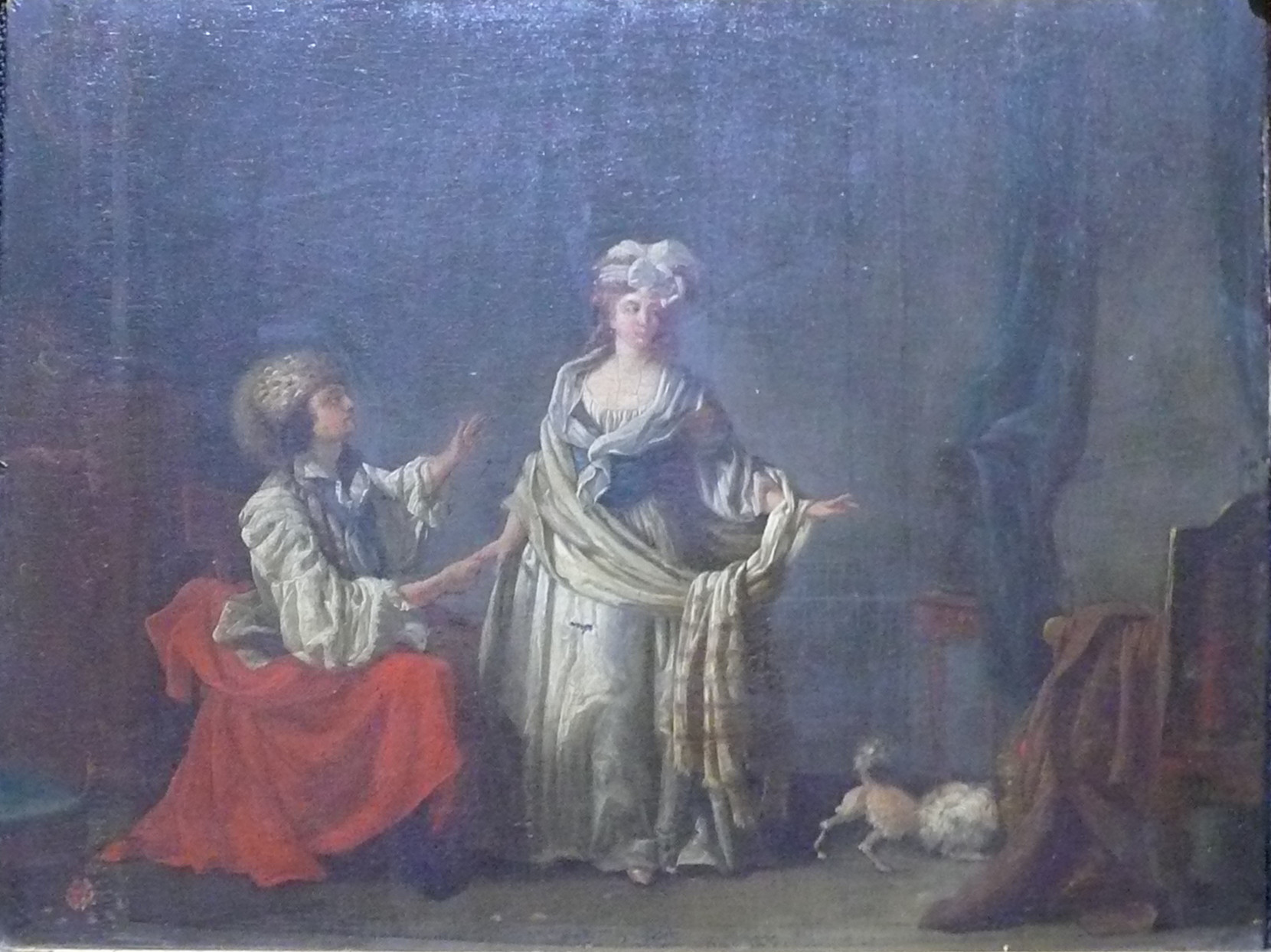
Escena galante o el enamorado sorprendido, óleo, Museo de arte y de historia de Cholet, Cholet.
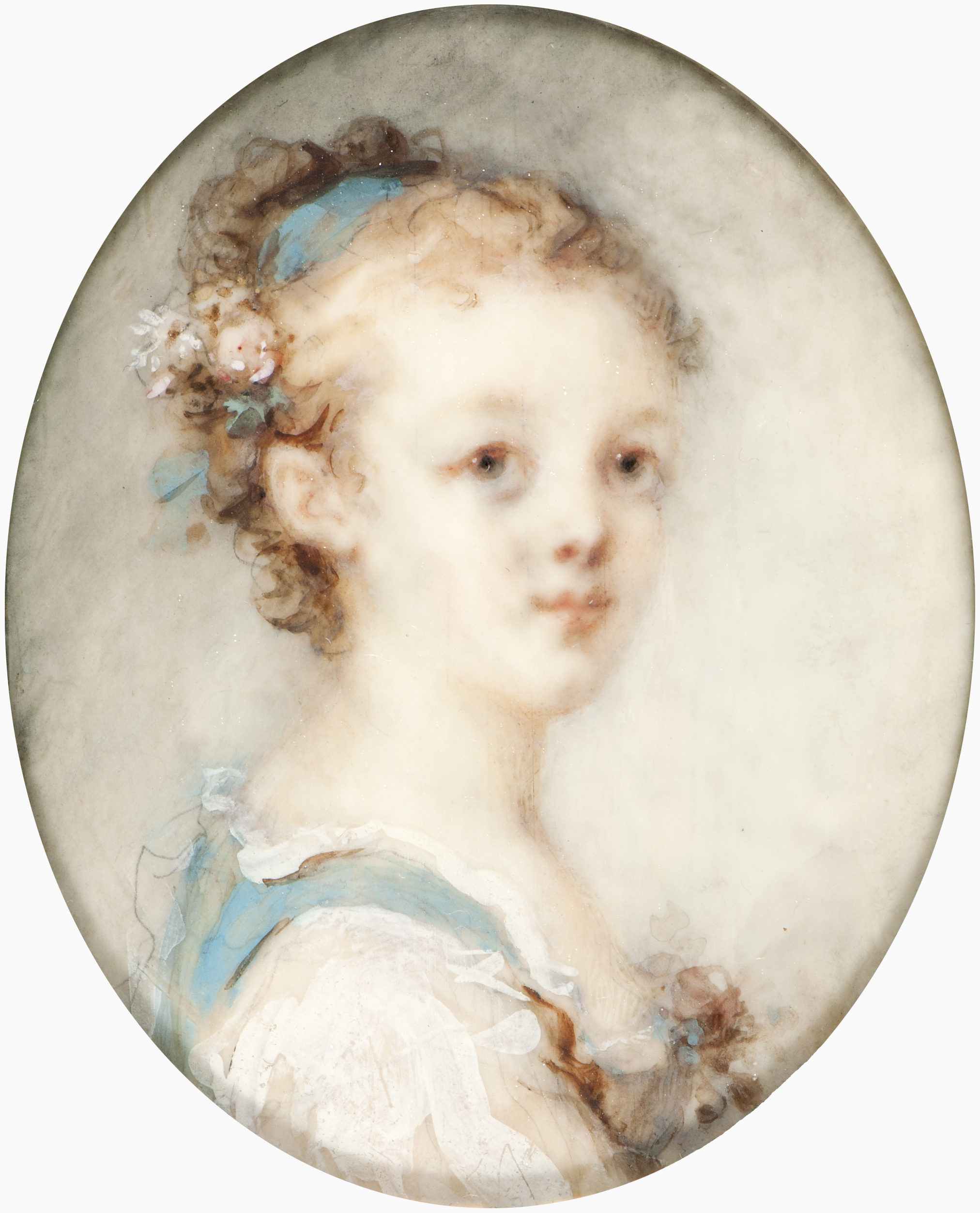
Suecia: Una niña, miniatura.
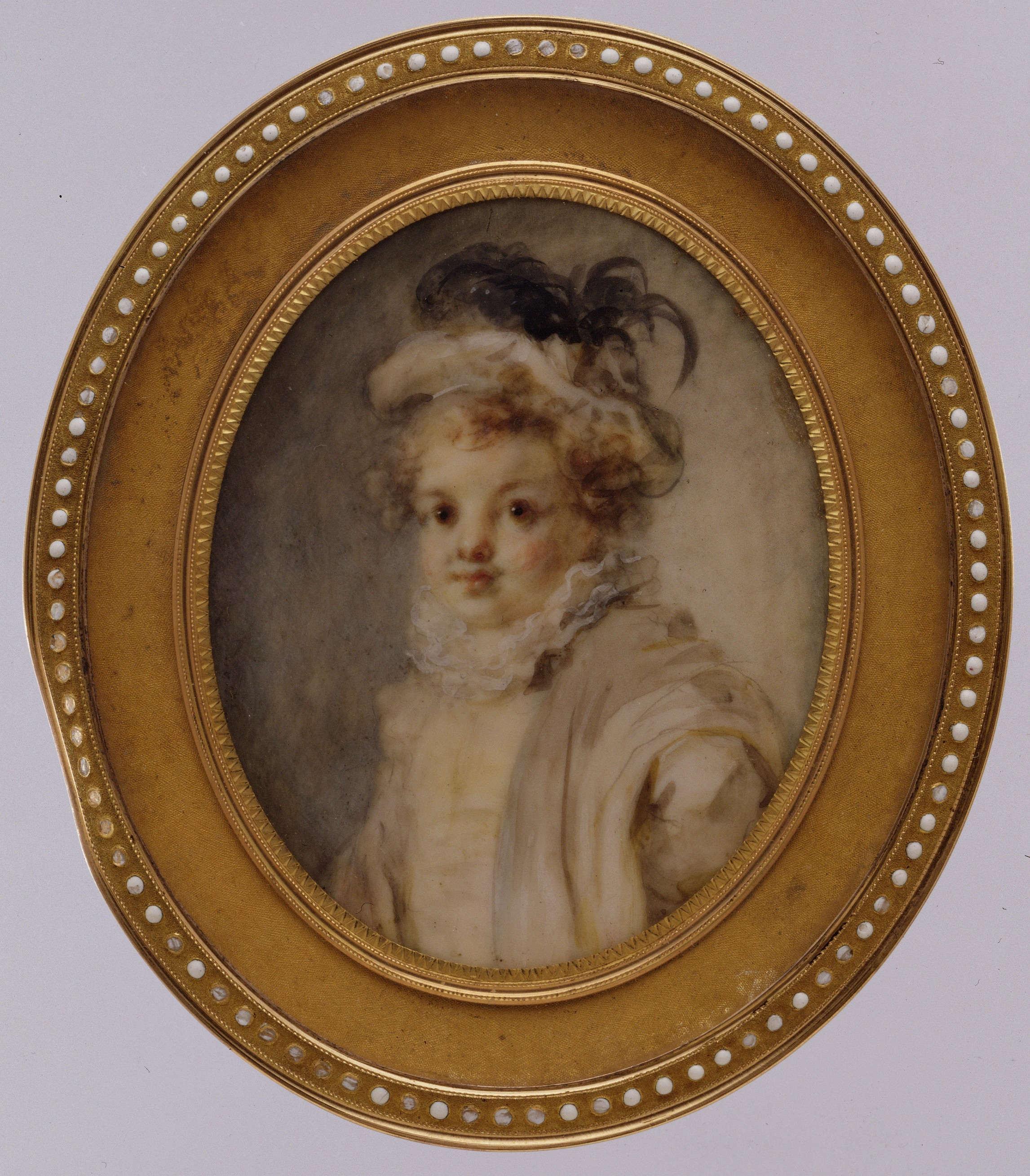
Retrato de niño, miniatura, detalle.
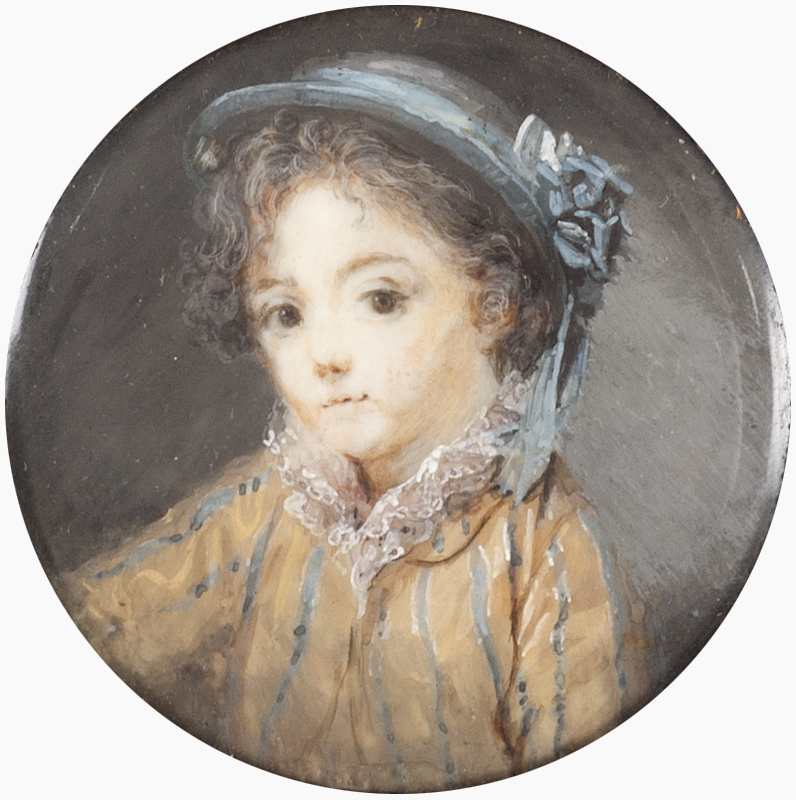
Retrato de Goss, Museo Nacional de Estocolmo, detalle.
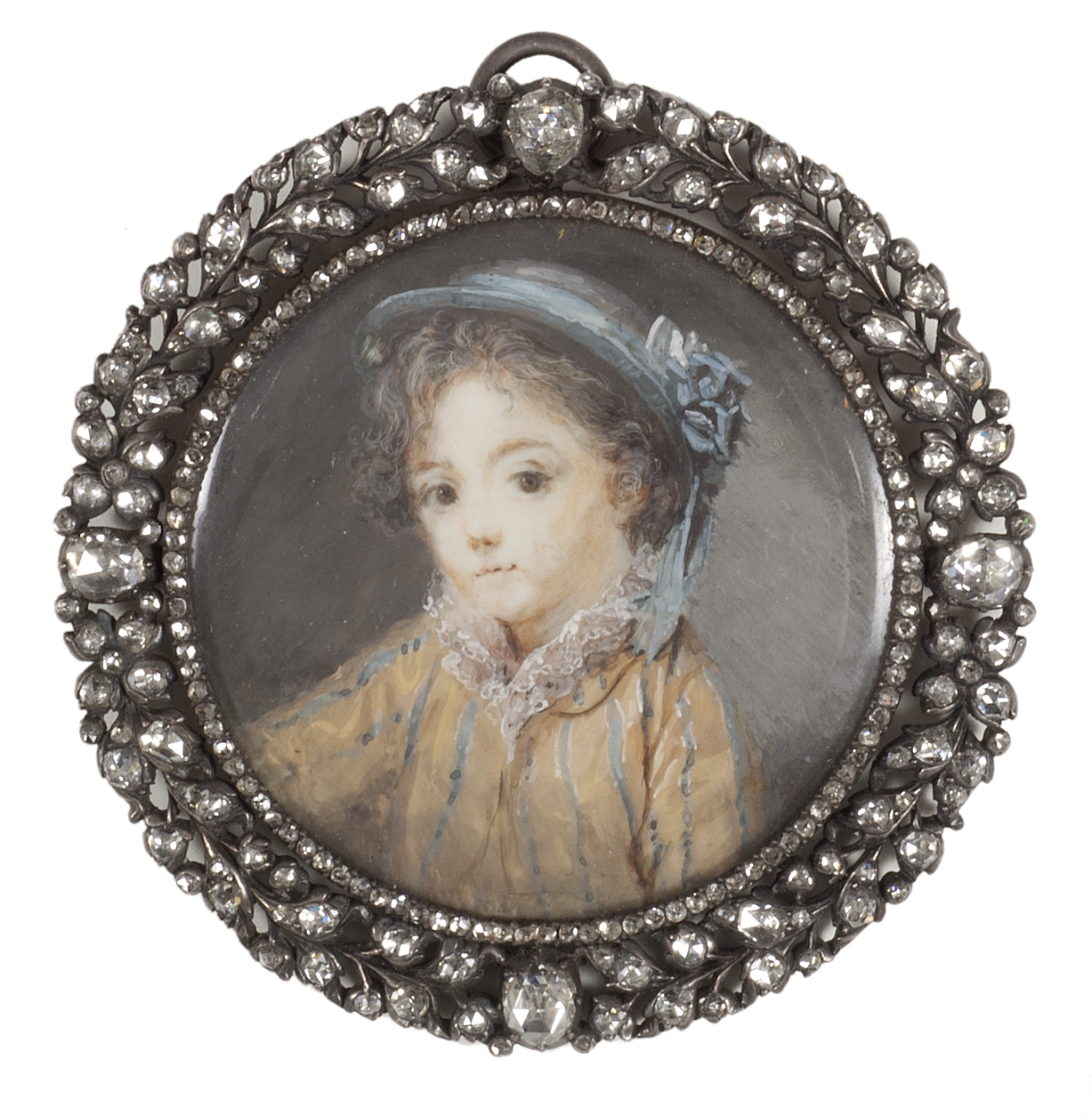
Suecia: retrato de Goss, miniatura.